# Chorizanthe densa
Chorizanthe densa är en slideväxtart som beskrevs av Rodolfo Amando Philippi. Chorizanthe densa ingår i släktet Chorizanthe och familjen slideväxter. Inga underarter finns listade i Catalogue of Life.